# Vaughan Jones
Vaughan Frederick Randal Jones (sinh ngày 31 tháng 12 năm 1952 – mất 6 tháng 9 năm 2020) là một nhà toán học người New Zealand được biết đến với các công trình nghiên cứu về đại số von Neumann và đa thức nút. Ông đã được trao tặng Huy chương Fields vào năm 1990.

## Tiểu sử
Jones sinh ra ở Gisborne, New Zealand, vào ngày 31 tháng 12 năm 1952. Ông lớn lên ở Cambridge, New Zealand, và theo học tại Trường St Peter. Sau đó, ông chuyển đến Trường Ngữ pháp Auckland sau khi giành được Học bổng Gillies, và tốt nghiệp năm 1969.
Ông hoàn chương trình đại học của mình tại Đại học Auckland, lấy bằng Cử nhân năm 1972 và bằng Thạc sĩ năm 1973.
Ông đến Thụy Sĩ và làm nghiên cứu sinh Tiến sĩ tại Đại học Geneva và hoàn thành luân văn năm 1979 với tiêu đề "Actions of finite groups on the hyperfinite II1 factor", dưới sự hướng dẫn của André Haefliger.

## Sự nghiệp
Jones chuyển đến Hoa Kỳ vào năm 1980. Tại đây, ông giảng dạy tại Đại học California, Los Angeles (1980–1981) và Đại học Pennsylvania (1981–1985), trước khi được bổ nhiệm làm Giáo sư Toán học tại Đại học California, Berkeley.
Công trình nghiên cứu của ông về đa thức nút, với việc khám phá ra cái mà ngày nay được gọi là đa thức Jones, là từ một hướng nghiên cứu bất ngờ với nguồn gốc từ lý thuyết đại số von Neumann, một lĩnh vực giải tích đã được phát triển nhiều bởi Alain Connes. Điều này dẫn đến lời giải của một số bài toán cổ điển của lý thuyết nút, làm tăng sự quan tâm đến ngành tôpô thấp chiều, và sự phát triển của tôpô lượng tử.
Jones giảng dạy tại Đại học Vanderbilt với tư cách là Giáo sư toán học xuất sắc Stevenson từ năm 2011 cho đến khi ông qua đời. Trong khi đó ông vẫn giữ chức Giáo sư Danh dự tại Đại học California, Berkeley, nơi ông đã làm việc trong khoa từ năm 1985 đến năm 2011 và là Giáo sư Cựu sinh viên Xuất sắc tại Đại học Auckland.
Jones được phong làm phó chủ tịch danh dự suốt đời của International Guild of Knot Tyers vào năm 1992.
Huân chương Jones, do Hiệp hội Hoàng gia New Zealand tạo ra vào năm 2010, được đặt theo tên của ông.